# Stella Mwangi
Stella Nyambura Mwangi (ur. 1 września 1986 w Nairobi) – norwesko-kenijska piosenkarka, raperka i kompozytorka. Reprezentantka Norwegii w 56. Konkursie Piosenki Eurowizji (2011).

## Życiorys
Urodziła się w Nairobi, gdzie mieszkała przez pierwsze pięć lat swojego życia. W 1991 z powodu  dyskryminacji, której ofiarami była jej rodzina w Kenii, przeprowadziła się do Norwegii, gdzie uczęszczała do szkoły. Jej ojciec zginął w wypadku samochodowym w lutym 2012.

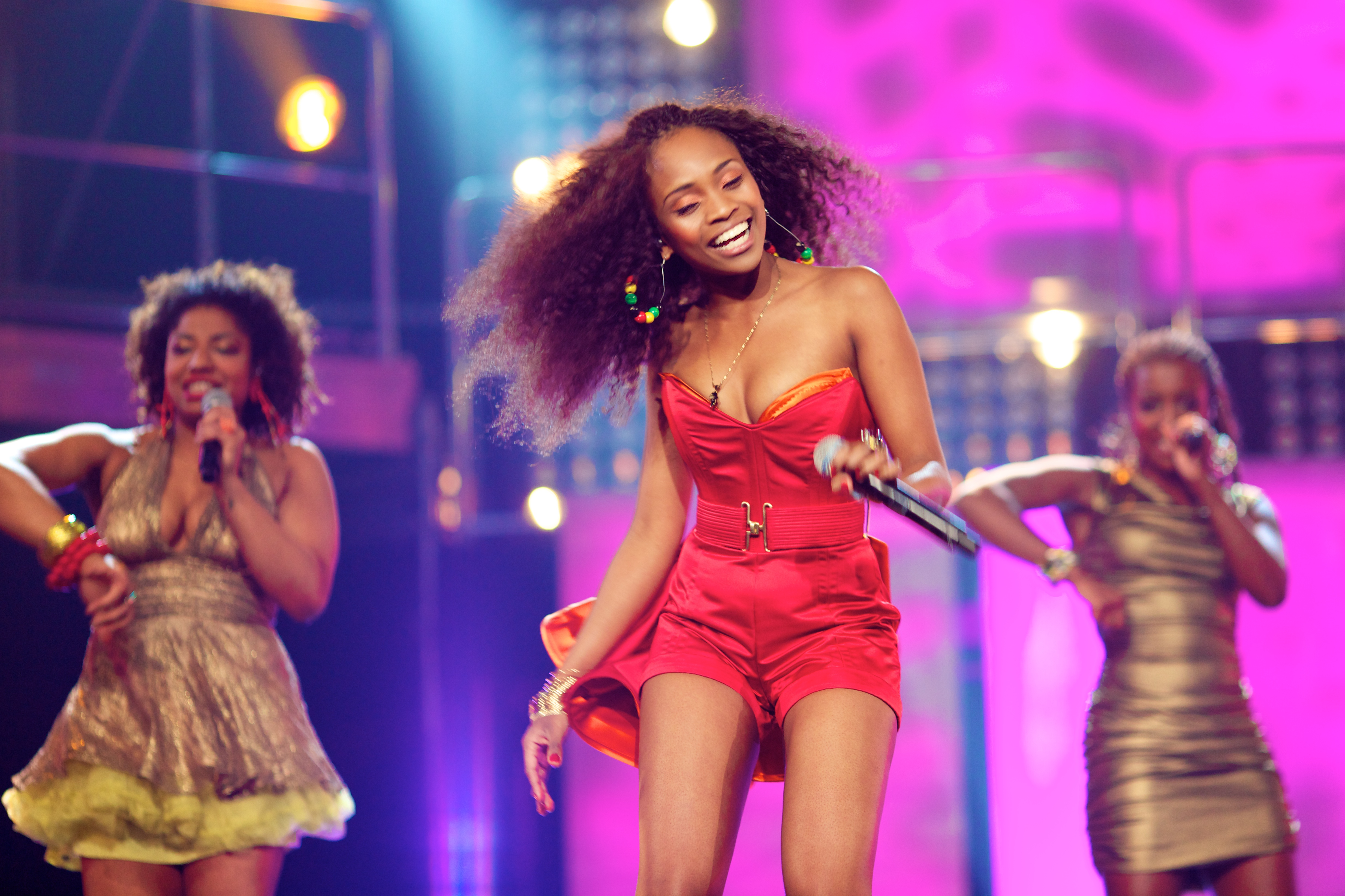
Mwangi w Melodi Grand Prix 2011

W 2008 wydała swój debiutancki album studyjny pt. Living for Music, który promowała singlem „Take It Back”.
W 2011 z utworem „Haba Haba” zwyciężyła w programie Melodi Grand Prix 2011, dzięki czemu reprezentowała Norwegię w 56. Konkursie Piosenki Eurowizji w Düsseldorfie; zajęła 17. miejsce w półfinale konkursu, przez co nie awansowała do finału. W czerwcu tego samego roku wydała album pt. Kinanda, który promowała singlami: „Haba Haba”, „Lookie Lookie”, „Take My Time” i „Hula Hoop”. We wrześniu 2011 uczestniczyła w siódmej edycji programu rozrywkowego Skal vi danse?. W 2018 z utworem „You Got Me”, który nagrała w duecie z Alexandrą, wzięła udział w programie Melodi Grand Prix 2018.

## Dyskografia
Albumy studyjne
| Rok                                               | Tytuł                                                                        | Pozycje na liście |
| Rok                                               | Tytuł                                                                        | NOR               |
| ------------------------------------------------- | ---------------------------------------------------------------------------- | ----------------- |
| 2008                                              | Living for Music - Wydany: 20 października 2008 - Wytwórnia: MTG Productions | —                 |
| 2011                                              | Kinanda - Wydany: 10 czerwca 2011 - Wytwórnia: EMI Music                     | 15                |
| „—” oznacza, że album nie był notowany na liście. |                                                                              |                   |

Single
| Rok                                                | Tytuł                                          | Pozycja na liście | Album            |
| Rok                                                | Tytuł                                          | NOR               | Album            |
| -------------------------------------------------- | ---------------------------------------------- | ----------------- | ---------------- |
| 2007                                               | „Take It Back”                                 | —                 | Living for Music |
| 2008                                               | „The Dreamer”                                  | —                 | Living for Music |
| 2010                                               | „Smile”                                        | —                 | Living for Music |
| 2011                                               | „Haba Haba”                                    | 1                 | Kinanda          |
| 2011                                               | „Lookie Lookie”                                | —                 | Kinanda          |
| 2011                                               | „Take My Time”                                 | —                 | Kinanda          |
| 2011                                               | „Hula Hoop”                                    | —                 | Kinanda          |
| 2012                                               | „Bad As I Wanna Be”                            | —                 | –                |
| 2012                                               | „Stella, Stella, Stella”                       | —                 | –                |
| 2012                                               | „Shut It Down”                                 | —                 | –                |
| 2014                                               | „Koolio”                                       | —                 | –                |
| 2014                                               | „Biashara” (z Kristoffem i Khaligraph Jonesem) | —                 | –                |
| „—” oznacza, że singel nie był notowany na liście. |                                                |                   |                  |